# La Blanca
La Blanca es un lugar designado por el censo ubicado en el condado de Hidalgo en el estado estadounidense de Texas. En el Censo de 2010 tenía una población de 2.488 habitantes y una densidad poblacional de 232,43 personas por km².

## Geografía
La Blanca se encuentra ubicado en las coordenadas 26°18′17″N 98°1′43″O / 26.30472, -98.02861. Según la Oficina del Censo de los Estados Unidos, La Blanca tiene una superficie total de 10.7 km², de la cual 10.7 km² corresponden a tierra firme y (0%) 0 km² es agua.

## Demografía
Según el censo de 2010, había 2.488 personas residiendo en La Blanca. La densidad de población era de 232,43 hab./km². De los 2.488 habitantes, La Blanca estaba compuesto por el 70.1% blancos, el 0.12% eran afroamericanos, el 0.76% eran amerindios, el 0% eran asiáticos, el 0.04% eran isleños del Pacífico, el 28.05% eran de otras razas y el 0.92% pertenecían a dos o más razas. Del total de la población el 95.42% eran hispanos o latinos de cualquier raza.

## Educación
El Distrito Escolar Consolidado Independiente de Edinburg (ECISD) gestiona las escuelas públicas que sirven a La Blanca.

Escuelas que sirven a La Blanca son John F. Kennedy Elementary School. Harwell Middle School (6-8), y Economedes High School (9-12).
El Distrito Escolar Independiente South Texas gestiona escuelas magnet que sirven a la comunidad.